# Warużan Sukiasjan
Warużan Sukiasjan, orm. Վարուժան Սուքիասյան, ros. Варужан Гарсеванович Сукиасян, Warużan Garsiewanowicz Sukiasian (ur. 5 sierpnia 1956 w Erywaniu, Armeńska SRR) – ormiański piłkarz, grający na pozycji napastnika, trener piłkarski.

## Kariera piłkarska

### Kariera klubowa
W 1978 rozpoczął karierę piłkarską w Kotajk Abowian. W klubie występował przez 10 lat i w 1987 zakończył karierę piłkarza.

## Kariera trenerska
Po zakończeniu kariery piłkarza rozpoczął pracę szkoleniowca. Najpierw w 1988 pomagał trenować rodzimy klub Kotajk Abowian, a w latach 1989-1990 prowadził Lori Wanadzor. W 1992 roku został trenerem nowo powstałego klubu Bananc Kotajk. Po zakończeniu sezonu 1994 klub został połączony z Kotajkiem Abowian i trener pozostał bez pracy. W 1995 trenował Wan Erywań, a potem ponownie pracował w Kotajku Abowian jako trener konsultant. W 1987 został zaproszony przez ormiańską diasporę w Libanie do prowadzenia ich klubu Homenmen Bejrut. W 1998 stał na czele klubu Cement Ararat, z którym zdobył mistrzostwo i Puchar Armenii, po czym został powołany do kierowania młodzieżowej reprezentacji Armenii. Za dwa miesiące do zakończenia sezonu 1999 opuścił Cement, ale już w czerwcu 2000 wrócił do klubu, który już zmienił nazwę na Araks Ararat. Z Araksem ponownie zdobył mistrzostwo. W styczniu 2000 został mianowany na stanowisko selekcjonera narodowej reprezentacji Armenii. Po porażce z Norwegią 11 października 2001 podał się do dymisji. W kwietniu 2001 po raz trzeci wrócił do klubu z Araratu, który przeniósł się do stolicy i nazywał się Spartak Erywań. Po czterech miesiącach pracy opuścił klub. W latach 2003–2005 ponownie trenował Homenmen z Bejrutu. W 2006 objął stanowisko głównego trenera Araratu Erywań, ale latem 2007 przez konflikt z kierownictwem klubu zrezygnował z pracy w nim. Potem ponownie szkolił młodzieżową reprezentację. W marcu 2008 wrócił do prowadzenia Araratu Erywań. W końcu roku znowu przez konflikt z kierownictwem opuścił klub. 3 lutego 2009 w ormiańskiej prasie sportowej poinformowano o odrodzeniu klubu piłkarskiego Impuls Diliżan. Szefem sztabu szkoleniowego i wiceprezesem klubu stał Sukiasjan, później również i skautem klubu. Wielką jego zasługą jest zdobycie pierwszego miejsca w Pierwszej lidze i awans do ekstraklasy. Na początku 2010 objął też stanowisko głównego trenera Impulsu. Po zakończeniu pierwszej połowy głównym trenerem został Armen Giulbudaghjanc, a Sukiasjan w końcu lipca 2010 przeniósł się do pacy w Urzędzie Miasta Erywań. 10 czerwca 2014 został wiceprezesem klubu Alaszkert Erywań. 28 kwietnia 2015 po raz trzeci stał na czele Araratu Erywań.

## Sukcesy i odznaczenia

### Sukcesy piłkarskie
Kotajk Abowian
- mistrz Wtoroj ligi ZSRR: 1984
- wicemistrz Wtoroj ligi ZSRR: 1981
- brązowy medalista Wtoroj ligi ZSRR: 1982

### Sukcesy trenerskie
Bananc Kotajk
- wicemistrz Armenii: 1992
- brązowy medalista Mistrzostw Armenii: 1993
- zdobywca Pucharu Armenii: 1992

Cement Ararat/Araks Ararat/Spartak Erywań
- mistrz Armenii: 1998, 2000
- brązowy medalista Mistrzostw Armenii: 1999
- zdobywca Pucharu Armenii: 1998, 1999
- zdobywca Superpucharu Armenii: 1998
- finalista Superpucharu Armenii: 1999

Ararat Erywań
- wicemistrz Armenii: 2008
- zdobywca Pucharu Armenii: 2008
- finalista Pucharu Armenii: 2007

### Sukcesy indywidualne
- król strzelców Kotajku Abowian: 1983 (21 goli)